# Berlin-Karow
Karow is een stadsdeel van de Duitse hoofdstad Berlijn in het noordoostelijke district Pankow. Het stadsdeel telt ongeveer 20.000 inwoners.

## Ligging
Karow grenst in het zuiden aan Stadtrandsiedlung Malchow en Blankenburg, in het westen aan Franzözisich Buchholz, in het noorden aan Buch en in het oosten aan de Brandenburgse Ahrensfelde.

## Geschiedenis

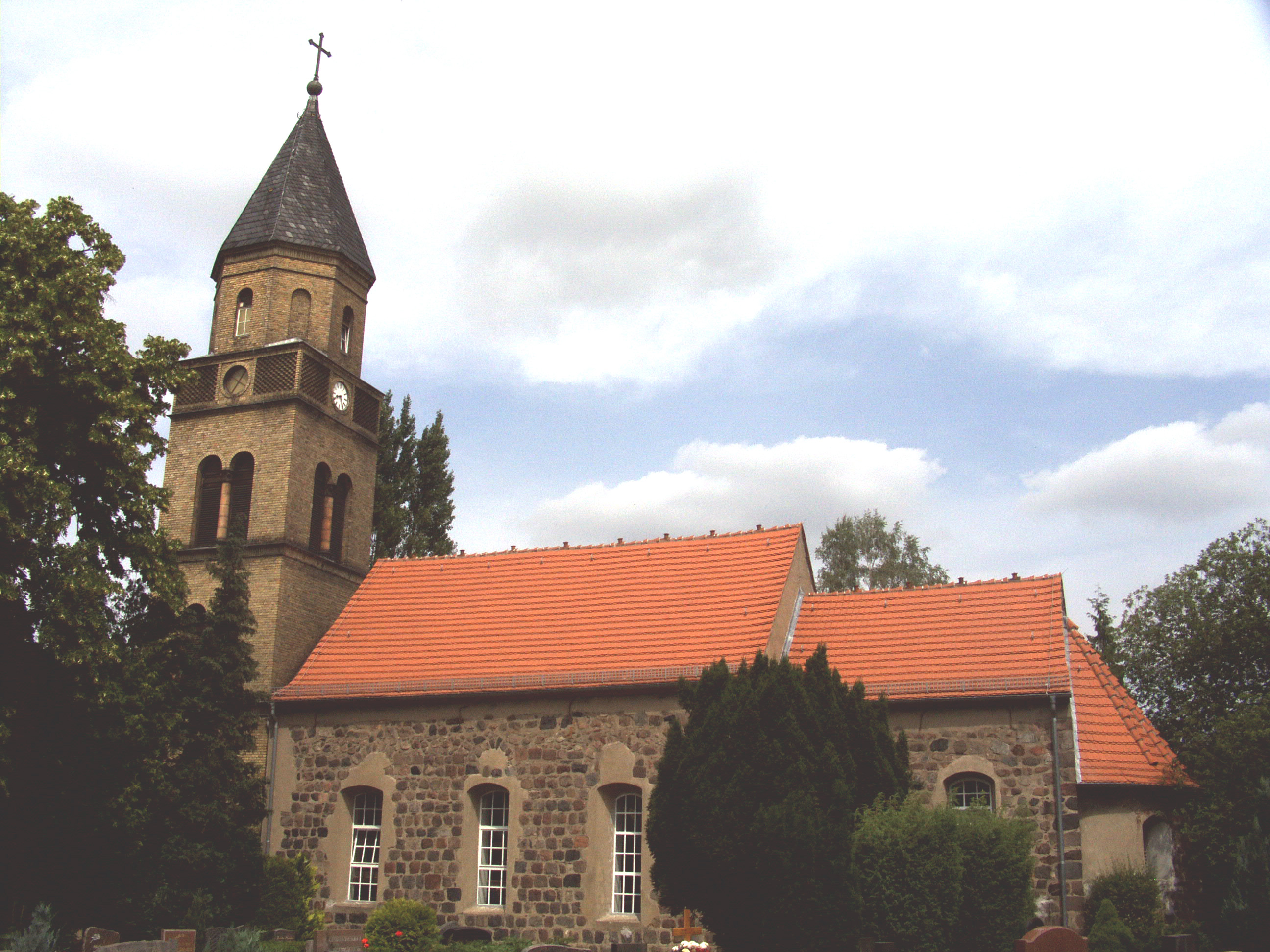
Dorpskerk

Het in 1375 voor het eerst schriftelijk vermelde Karow heeft zijn dorpse karakter goed weten te behouden. Het stadsdeel behoort tot de Duitse hoofdstad sinds de vorming van Groot-Berlijn in 1920; Karow telde op dat moment ongeveer 950 zielen. In de oude kern rond de straat Alt-Karow, een beschermd dorpsgezicht, vindt men onder meer een 13e-eeuwse kerk en een groot aantal 19e-eeuwse boerenhuizen. Na de opening van een station aan de Stettiner Bahn in 1882 breidde Karow zich uit richting de ten westen van het dorp gelegen spoorlijn. Uitbreiding in oostelijke richting vond vooral in de jaren 90 van de 20e eeuw plaats. Het historische dorp maakt deel uit van de streek Barnim (streek).

## Verkeer
Karow ligt aan de Berlijnse Ring (BAB 10), maar heeft geen eigen aansluiting op deze snelweg. In noord-zuidrichting wordt het stadsdeel doorsneden door de as Blankenburger Chaussee - Alt-Karow - Bucher Chaussee, die Blankenburg verbindt met Buch. Het station van Karow wordt iedere tien minuten bediend door S-Bahnlijn S2 (Blankenfelde - Bernau) en is bovendien het eindpunt van de regionale treindienst NE27 van de Niederbarnimer Eisenbahn.